# El Saler
El Saler es una pedanía de la ciudad de Valencia (España), situada en el distrito de los Poblados del Sur, en pleno parque natural de la Albufera. Contaba con 1.895 habitantes en 2022. En el año 2024, se registraron un total de 1.943 habitantes, según el INE 

## Toponimia
El término el Saler, que en valenciano significa "la salina", hace referencia a la extracción de la sal, que fue la principal actividad económica del lugar hasta el siglo XX.

## Geografía física
El Saler está emplazado en la franja litoral o restinga de la Albufera de Valencia, entre la marjal que hasta el siglo XVII era todavía parte integrante del lago y el bosque de la Dehesa, con un largo de más de 10 km y una anchura media de 1 km. 

## Historia
Las primeras referencias sobre la zona de El Saler datan de la época de Jaime I de Aragón, concretamente del privilegio otorgado en Morella en 1250 por el cual el monarca se reservaba para sí y su familia los ingresos provenientes de la producción de la sal, además de regular su venta, circulación y precio. Se sabe, además, que durante la conquista de Valencia acamparon en esta zona los soldados provenientes de Tortosa. En recuerdo de la conquista los mismos soldados erigieron una cruz de piedra, que se conoció como la Creu de la Conca y que se situaba unos 2 km al norte de El Saler. La condición de patrimonio real impidió hasta el siglo XIX la explotación en masa de las riquezas forestales y faunísticas de la Dehesa, así como cualquier tipo de asentamiento estable en la zona. Sin embargo, en el dibujo de la Albufera que realizó Anton van der Wyngaerde en 1563 aparecen una serie de barracas emplazadas al borde del lago en la actual localización de El Saler. Con todo, la protección de la Dehesa fue muy estricta, limitándose e incluso prohibiéndose la roturación de tierras así como la poda o aprovechamiento de las ramas, que se reservaban únicamente a los usos de las barracas de El Saler y El Palmar, previo permiso del Intendente.
En 1761 ya aparece reflejado el nombre de El Saler en la cartografía de la Albufera de Valencia realizada por Bautista Romero y en 1795 Cavanilles describió la sus alrededores así:

A dos leguas de la capital hacia el mediodía empieza la Dehesa: el camino es sumamente agradable por más de una legua, reduciéndose a preciosas huertas que cultivan en gran parte los vecinos de Russafa: síguense campos de arroz y luego eriales, compuestos casi enteramente de arena
Observaciones sobre la Historia Natural, Geografía, Agricultura, Población y Frutos del Reino de Valencia.

En la década de 1820 el núcleo pasó a depender del extinto municipio de Ruzafa, perteneciéndole hasta la anexión de este al de Valencia en 1877. En 1855 El Saler contaba con 39 vecinos (unos 150 hab.) y solo una taberna como todo establecimiento comercial. En 1871 contaba con 70 habitantes y 17 casas en las que los cabezas de familia eran pescadores en 13 casos, guardabosques en 3 y jornalero en uno. Hasta mediados del siglo XIX las aguas de la Albufera llegaban junto al caserío, aunque actualmente el área se halla convertida en campos de arroz regados mediante inundación. Existe, no obstante, un canal que une el antiguo embarcadero con el lago actual. A lo largo de la primera mitad del siglo XX la población fue creciendo paulatinamente hasta la década de 1960, en que tuvo lugar un fortísimo incremento que ha continuado hasta recientemente.

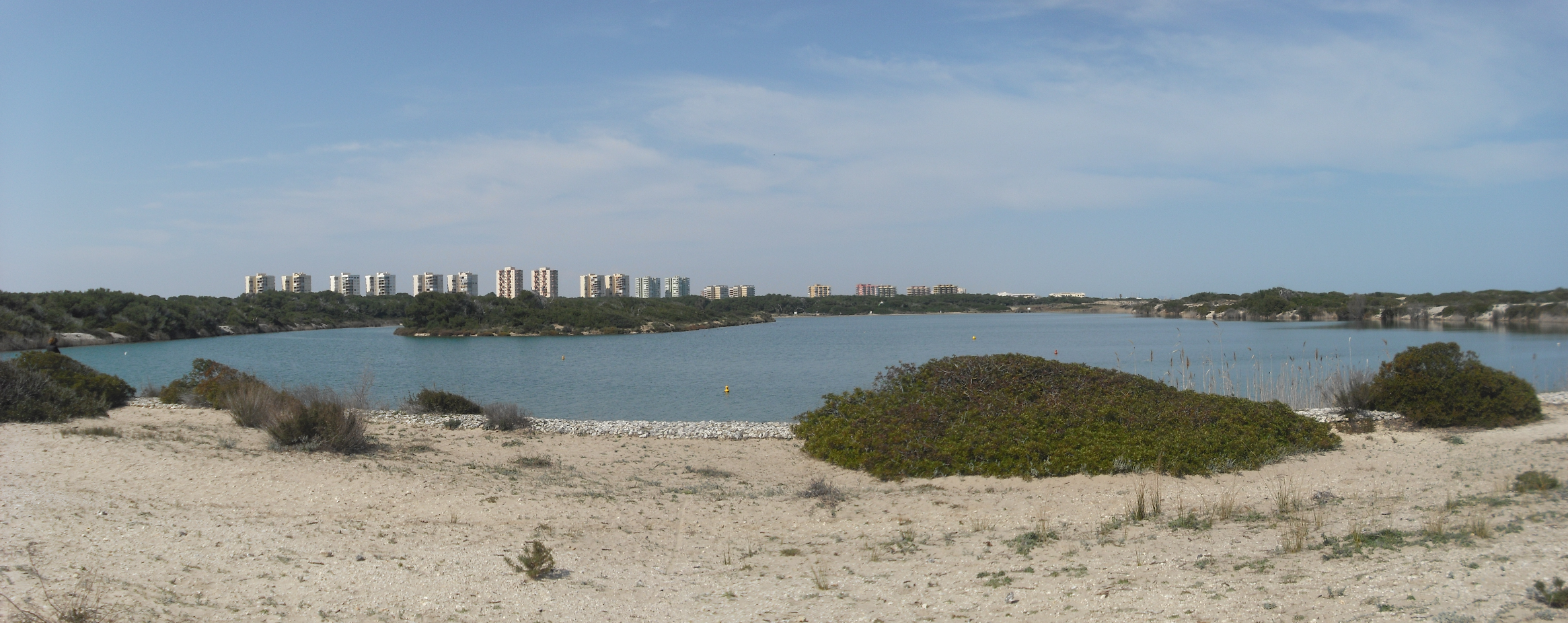
Estanque del Pujol y, al fondo, la Dehesa, sobre la que destacan los edificios de avenida Gola del Pujol.

Aunque la ley de 1927 por la que el ayuntamiento de Valencia adquirió la Albufera y la Dehesa establecía que el uso de esta última no sería otro que el de monte, con el bum turístico de los años 60 esta condición se derogó al aprobarse el Plan General de Ordenación del Monte de la Dehesa. Este plan preveía la construcción de 15 núcleos de grandes parcelas en los que se incluían hoteles, apartahoteles, poblados costeros, apartamentos, un aeropuerto, un club náutico, un hipódromo, grandes almacenes, restaurantes, parques y un largo etcétera. La construcción, comenzada en 1968 se paralizó en 1974 y hoy en día solo quedan construidos un hotel de lujo, un poblado costero y varios bloques de entre 9 y 11 plantas, rodeados por la Dehesa, y que constituyen el núcleo urbano de la Gola del Pujol (perteneciente a la pedanía del Saler). Desde entonces se han llevado a cabo importantes actuaciones para eliminar los restos de este plan urbanístico y se ha logrado la recuperación de gran parte del cordón dunar y del hábitat costero.

## Política
El Saler depende del ayuntamiento de Valencia en consideración de barrio del distrito de Poblados del Sur (en valenciano Poblats del Sud). Sin embargo, dada su condición de poblamiento rural, cuenta, de acuerdo con las leyes estatales y autonómicas pertinentes, con un alcalde de barrio que se encarga de velar por el buen funcionamiento del barrio y de las relaciones cívicas, firmar informes administrativos y elevar al ayuntamiento de la ciudad las propuestas, sugerencias, denuncias y reclamaciones de los vecinos.
| Periodo   | Nombre                                                                 | Partido |
| --------- | ---------------------------------------------------------------------- | ------- |
| 1979-1983 | Fernando Martínez Castellano (1979) Ricard Pérez Casado (1979-1983)    |         |
| 1983-1987 | Ricard Pérez Casado                                                    |         |
| 1987-1991 | Ricard Pérez Casado (1987-1988) Clementina Ródenas Villena (1988-1991) |         |
| 1991-1995 | Rita Barberá Nolla                                                     |         |
| 1995-1999 | Rita Barberá Nolla                                                     |         |
| 1999-2003 | Rita Barberá Nolla                                                     |         |
| 2003-2007 | Rita Barberá Nolla                                                     |         |
| 2007-2011 | Rita Barberá Nolla                                                     |         |
| 2011-2015 | Rita Barberá Nolla                                                     |         |
| 2015-2019 | Joan Ribó i Canut                                                      |         |
| 2019-2023 | Joan Ribó i Canut                                                      |         |
| 2023-act. | Maria José Catalá                                                      |         |

## Transportes
Por El Saler circula la CV 500 (autovía del Saler) que, proveniente de Valencia, se convierte a la altura del núcleo principal en carretera sencilla que continúa hasta Sueca. Está comunicado con Valencia mediante una línea de Metrobús. Cuenta también con las líneas 24 y 25 de EMT Valencia.

## Patrimonio

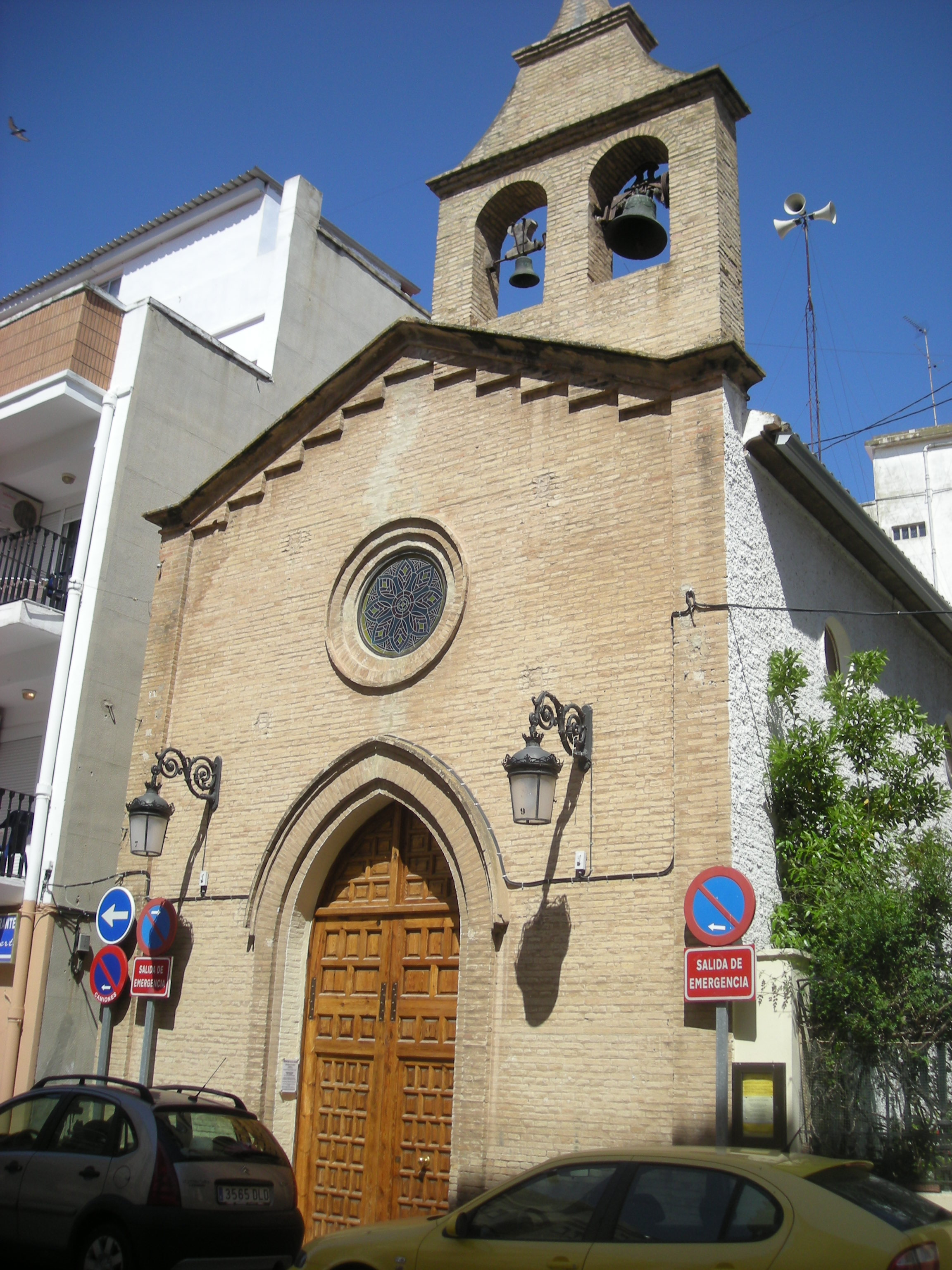
Iglesia de San José.

### Patrimonio natural
- Dehesa: bosque mediterráneo situado entre la Albufera de Valencia y el mar, una de las zonas con mayor diversidad de flora y fauna del parque natural de la Albufera y que separa el mar Mediterráneo de l'Albufera. [11]
- Playa del Saler: se encuentra entre la Playa de Pinedo y la Playa de la Dehesa. Cuenta con un total de 2.700 metros de extensión y una anchura de 35 metros.[12]
- Playa de la Dehesa: se encuentra en el límite del Parque Natural de la Albufera y cuenta con un total de casi 5 kilómetros de longitud.[13]

### Patrimonio arquitectónico
- Iglesia parroquial de San José: construida alrededor de 1910 que presenta un estilo románico italiano.[14]

- Casa de la Demanà o de la Campaneta: del siglo XVIII y reformada en 1920, era el lugar donde se subastaban los puestos de caza y constituía,[7] junto con la desaparecida Casa de los Infantes, el centro del poblado. Está conformada por dos edificios en L, de dos alturas, un anexo de una planta y un corral. La fachada, asimétrica, es la original.[3] Ha servido como referencia en obras claves de la literatura valenciana como Cañas y Barro (1902), del escritor Vicente Blasco Ibáñez. [15]

## Urbanismo
El núcleo de El Saler es un pequeño poblado cuadrangular, con plano en damero, que se encaja entre la actual CV-500, al oeste de la cual se extiende la marjal norte de la Albufera, y la antigua carretera Nazaret-Oliva (Valencia) (carrera del Río), al este y sur de la cual se extiende la Dehesa del Saler. El núcleo original parte de una pequeña agrupación de barracas a la que, a finales del siglo XVIII, se le fueron añadiendo otras edificaciones, como la Casa de la Demanà o la Casa de los Infantes. En la actual el poblado está conformado en su mayor parte por un conjunto de edificios de entre 4 y 5 plantas y algunas viviendas adosadas.